# ナリンダー・シン・カパニー
ナリンダー・シン・カパニー(Narinder Singh Kapany、1926年10月31日 - 2020年12月4日)は、アメリカの物理学者。

## 来歴
インドのパンジャーブ州モーガ県で生まれた。アグラ大学を卒業後、イギリスに渡り、1955年にインペリアル・カレッジ・ロンドンで博士号を取得した。
1950年代に光ファイバーに関する研究をしていた。当時、彼が研究していたのは内視鏡のように多数の光ファイバーを束ねて画像を伝送する技術で現在の光通信とは異なっていた。その後、アメリカに渡り、ロチェスター大学やイリノイ工科大学で教鞭をとり、シリコンバレーで複数の企業を設立した。

## 論文
- Hopkins, H. H. & Kapany, N. S. (1954). "A flexible fibrescope, using static scanning". Nature. 173 (4392): 39–41.
- Kapany, Narinder Singh. Optical systems with flexible axes. Diss. Department of Technical Optics, Imperial College London, 1955.
- Kapany, Narinder Singh, James A. Eyer, and Robert E. Keim. "Fiber optics. Part II. Image transfer on static and dynamic scanning with fiber bundles." JOSA 47.5 (1957): 423-427.